# Марія Клементина Потоцька
Марі́я Клименти́на Пото́цька, до шлюбу — княжна Санґу́шко (пол. Maria Klementyna Potocka; 31 березня 1830 — 17 жовтня 1903, Львів) — польська графиня.

## Біографічні відомості
Походила з роду Сангушків. Донька Романа Сангушка (1800—1881) та Наталії Потоцької з Вілянова (1810—1830). 
18 березня 1851 року в Славуті одружилася з намісником Галичини Альфредом Потоцьким. У шлюбі народила чотирьох дітей: Роман Потоцький (1851, Ланьцут — 1915), Юлія Потоцька (1854, Славута — 1921), Климентина Потоцька (1856, Славута — 1921) і Юзеф Миколай Потоцький (1862, Львів — 1922).
Була власницею Сатанова, селища міського типу Городоцького району Хмельницької області.